# 郡上市立高鷲中学校
郡上市立高鷲中学校 （ぐじょうしりつ たかすちゅうがっこう）は、岐阜県郡上市にある公立中学校。
校区は高鷲町全域であり、高鷲小学校、高鷲北小学校の児童が進学する。

## 沿革
- 1947年（昭和22年）4月 - 郡上郡高鷲村に高鷲村立高鷲中学校として開校。高鷲小学校校舎の一部を仮校舎とする。鷲見分校、西洞分校、大日分校を設置。
- 1949年（昭和24年） - 校舎が完成。
- 1950年（昭和25年）4月 - 大日分校が高鷲村立大日中学校として独立する。
- 1959年（昭和34年） - 寄宿舎を設置。
- 1962年（昭和37年）
  - 4月 - 鷲見分校を廃止。
  - 　5月 - 新校舎（鉄筋コンクリート造3階建）が完成。
- 1965年（昭和40年）4月 - 西洞分校を廃止。大日中学校を統合する。
- 1966年（昭和41年） - 寄宿寮を新築。旧・寄宿舎は移築・改築され、大日小学校屋内運動場になる。
- 1980年（昭和55年） - 校舎を増築。
- 1989年（平成元年） - 寄宿寮を廃止。
- 2004年（平成16年）3月1日 - 八幡町、大和町、白鳥町、高鷲村、美並村、和良村、明宝村が合併し、郡上市が発足。同時に郡上市立高鷲中学校に改称する。

## 鷲見分校
- 現在の岐阜県郡上市高鷲町鷲見1007-1に存在した高鷲村立高鷲中学校の分校。高鷲村立高鷲小学校鷲見分校に併設され、高鷲村の鷲見地区の生徒が通学していた。
- 1947年4月開校。1962年4月に廃校。

## 西洞分校
- 現在の岐阜県郡上市高鷲町西洞3262-2に存在した高鷲村立高鷲中学校の分校。高鷲村立高鷲小学校西洞分校に併設され、高鷲村の西洞地区の生徒が通学していた。
- 1947年4月開校。1965年4月、高鷲村内の中学校の統合により廃校。